# Plougonver
Plougonver település Franciaországban, Côtes-d’Armor megyében. Lakosainak száma 766 fő (2022. január 1.). Plougonver Belle-Isle-en-Terre, Bulat-Pestivien, Callac, La Chapelle-Neuve, Gurunhuel, Loc-Envel, Loguivy-Plougras, Louargat és Pont-Melvez községekkel határos.

## Népesség
A település népességének változása:
| Lakosok száma | 1374 | 998  | 868  | 706  | 737  | 734  | 733  | 731  | 743  | 766  |
|               | 1968 | 1982 | 1990 | 2006 | 2013 | 2015 | 2017 | 2019 | 2020 | 2022 |